# Herrschaftsgericht Mönchsroth
Das Herrschaftsgericht Mönchsroth war ein Herrschaftsgericht der Fürsten zu Oettingen-Spielberg in Mönchsroth. Es bestand von 1818 bis 1848. Bis 1837 war es Teil des Rezatkreises, ab 1838 gehörte es zu Schwaben und Neuburg. 1848 wurde es in eine Gerichts- und Polizeibehörde umgewandelt, die 1850 erlosch.

## Lage
Das Herrschaftsgericht grenzte im Norden an das Landgericht Dinkelsbühl, im Osten an das Landgericht Wassertrüdingen und im Süden an das Herrschaftsgericht Oettingen diesseits der Wörnitz. 

## Struktur

### Steuerdistrikte
Das Herrschaftsgericht wurde in zwei Steuerdistrikte aufgeteilt, die vom Rentamt Oettingen verwaltet wurden. 
- Mönchsroth;
- Wittenbach mit Beermühle, Burgstallhof, Gramstetterhof, Rühlingstetten;
- Diederstetten, Hasselbach und Winnetten gehörten zum Steuerdistrikt Villersbronn des Landgerichtes Dinkelsbühl.

1818 gab es im Herrschaftsgericht Mönchsroth 1341 Einwohner, die sich auf 302 Familien verteilten und in 277 Anwesen wohnten.
Im selben Jahr kamen vom aufgelösten Untergericht Aufkirchen folgende Steuerdistrikte hinzu:
- Frankenhofen mit Ruffenhofen;
- Fürnheim mit Buchhof, Forsthöfe, Goschenhof, Himmerstall, Reichenbach, Stahlhöfe;
- Seglohe mit Eitersberg und Hochstadt;
- Irsingen vom Steuerdistrikt Aufkirchen.

Vom Landgericht Dinkelsbühl wurde die Ruralgemeinde Segringen mit Scheckenmühle abgegeben.

### Ruralgemeinden
1818 gab es 10 Ruralgemeinden im Herrschaftsgericht Mönchsroth:
- Diederstetten, Hasselbach und Winnetten;
- Frankenhofen mit Ruffenhofen;
- Fürnheim mit Buchhof, Goschenhof und Himmerstall;
- Irsingen;
- Mönchsroth;
- Reichenbach mit Forsthöfe, Linkersbaindt und Stahlhöfe;
- Rühlingstetten;
- Seglohe mit Eitersberg und Hochstadt;
- Segringen mit Scheckenmühle ;
- Wittenbach mit Beermühle, Burgstallhof und Gramstetterhof.

Mit der Auflösung des Herrschaftsgericht Oettingen diesseits der Wörnitz im Jahre 1823 kam Aufkirchen hinzu. Mit der Auflösung der Gerichts- und Polizeibehörde Mönchsroth kam Frankenhofen an das Landgericht Dinkelsbühl, die übrigen Gemeinden fielen an das Landgericht Wassertrüdingen.